# 火星卫星探测器
火星卫星探测器（英語：Martian Moons eXploration，简称“MMX”），为日本一艘计划于2026年发射，并从火星最大的卫星火卫一上取回第一批样本的自动太空探测器。该探测器由日本宇宙航空研究开发机构（JAXA）开发，并于2015年6月9日宣布，它将登陆火卫一“福波斯”一到两次采集样本，同时飞越观测火卫二“得摩斯”并监测火星气候。
该任务旨在提供关键信息，以确定火星的这二颗卫星是被捕获的小行星，还是一颗较大天体撞击火星的结果。日本宇宙航空研究开发机构网站上的一篇文章称，该机构和日本政府相关部门正式批准了火星卫星探测项目，并将于2020年2月19日开始开发。若成功，則將為人類首次有探測器登陸火星衛星。

## 概述

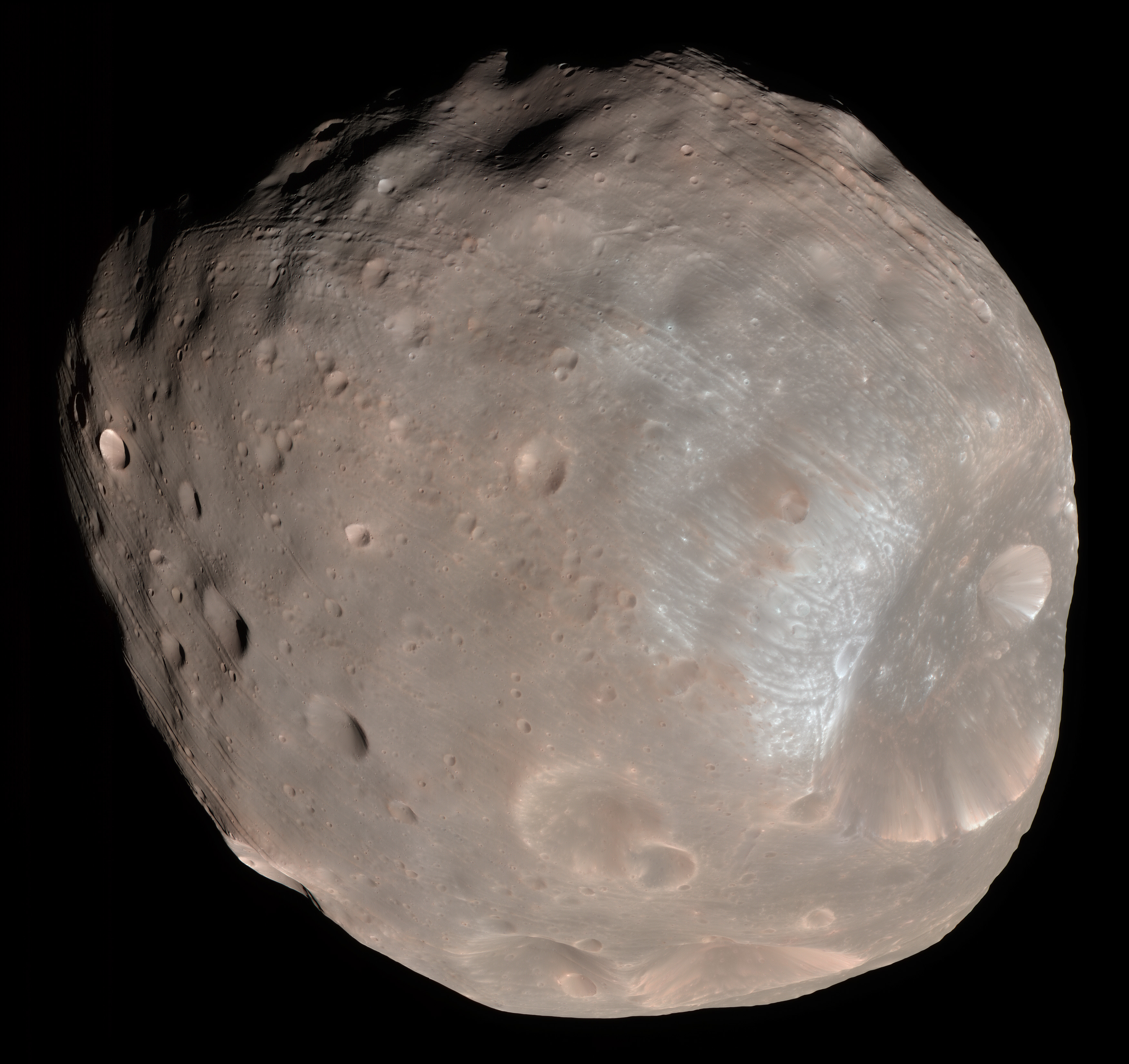
火星最大的卫星-火卫一“福玻斯”

该探测器将进入环火星的轨道，然后转移到火卫一，在该卫星上着陆一到两次，并使用简单的气动系统收集沙粒状的表土颗粒。着陆器任务的目标是采集至少10克（0.35盎司）的样品 。然后，探测器将从火卫一起飞，在2031年将样品返回舱送回地球之前，它将数次飞越另一颗较小的卫星-火卫二“得摩斯”。
该任务架构使用三个模块：推进舱（1800千克）、探测舱（150千克）和返回舱（1050千克）。由于火卫一和火卫二的质量太小，无法捕获卫星，因此不可能以通常方式环绕它们，但有一种称之为准卫星的特殊轨道，可足以让探测器稳定地在这二颗卫星附近运行数月。
川口安弘（Yasuhiro Kawakatsu）为该任务负责人。

## 国际合作
美国宇航局（NASA）、 欧洲空间局（ESA）和法国国家太空研究中心（CNES）都参与了项目的合作，并将提供科学探测设备。美国将提供一台名为“梅根”（MEGANE）的中子和伽马射线光谱仪（"梅根"一词是”用中子和伽马射线探测火星卫星”的英文首字母缩写，在日语中也是“眼镜”的意思）；而法国国家太空研究中心则提供一台近红外光谱仪（NIRS4/MacrOmega）。另外，法国还将提供飞行动力学方面的专业知识来规划飞行轨道和着陆操作
目前关键部件（包括采样器）的开发和测试正在进行中，截至2024年，火星卫星探测器计划于2026年发射，并在五年后返回地球。

## 探测设备
包括日本和国际捐赠的科学探测设备
- 地形学伸缩天底成像仪（TENGOO）-由日本立教大学负责开发，是一个伸缩（窄角）相机，用于观察火星卫星表面的详细地形。它可以捕获约40厘米特殊分辨率的表面图像，并获得与采集样品对应的不同材料分布信息及采样地点的勘测。
- 彩色成像仪组成的光辐射计（OROCHI）-日本立教大学负责开发，是一架用于观察火卫表面地形和物质组成的广角相机，可对从卫星表面反射的多波长可见光进行成像，以识别含水物质和有机物。
- 激光雷达（LIDAR）-日本千叶理工学院开发，用于观察卫星表面形状，通过测量反射激光返回探测器的时间，获得表面高度和反照率分布。
- 矿物质、水、冰和活性度宏观观测台（MacrOmega）-法国空间天体物理研究所开发，是一台研究矿物特征的近红外观测设备。该仪器将使用光谱仪测量4微米波长的近红外辐射，这些测量信息将被用来确定整个卫星上与水有关的物质和有机物的分布，并将帮助选择取样地点。
- 中子和伽马射线光谱仪（MEGANE）-与美国宇航局合作开发，通过测量从卫星发射的中子和伽马射线能量，探测火卫一的元素组成，以了解火星卫星如何形成。
- 火星周围尘埃检测器（CMDM）-日本千叶理工学院行星探索研究中心开发，用于分析火星卫星周围的尘埃环境。它通过测量10纳米或更大的尘埃丰度，确定天体碰撞产生尘埃的频率和卫星上尘埃重组的现象。
- 质谱分析仪（MSA）-日本大阪大学负责开发，将分析火星卫星周围的离子环境，探测卫星内部是否存在冰、表面风化作用以及火星大气的耗散量。

日本宇宙航空研究开发机构将与日本广播协会（NHK）合作开发“超高清视觉摄像机”，该摄像机结合了4K和8K两种分辨率，这将是首次对火星进行8K分辨率成像。这些图像将与飞行数据一起定期传回地球，以便重现环围绕火星及其卫星的MMX探测。原始图像数据将存储在火星卫星探测器返回舱的记录设备中，并作为采样返回任务的一部分带回地球。
此外，还提出了重力梯度仪（GGM）、激光诱导击穿光谱仪（LIBS）、任务（样本/数据）保存舱（MSM）等附加设备。
法国国家太空研究中心（CNES）决定和德国航空航天中心（DLR）一同将提供一辆小型探測車搭载在该探测器上。该探测车将配备照相机、辐射计和拉曼光谱仪，用于火星卫星的实地表面探测。

## 取样
该任务的采样器配备了两种取样方法：取芯采样器（C-SMP）以获取深度超过2厘米的火卫一风化层；气动采样器（P-SMP）直接从火卫一表面取样。机械臂将通过发射气动采样装置从地面收集风化层。取芯采样装置设计用于快速地下采样，以收集10克以上的风化层，它配备了一种使用特殊形状记忆合金（SCSMA）制造的弹出执行器；安装在着陆腿脚垫附近的气动采样器使用气枪喷出加压气体，将约10克的土壤推入样品容器。取芯采样器和气动采样器都可快速采集样本，因为整个取样过程都必须在2.5小时内完成。
从着陆点起飞后，装备的机械臂将取芯采样罐和气动采样罐转移至样本返回舱。随后，飞船将从火卫一起飞，在将样本返回舱于2031年送回地球前，将对火星另一较小的卫星“得摩斯”作数次飞越。

## 另请参阅
- 火星样本取回任务
- 火星探测任务列表
- 希望号探测器，一艘失败的火星轨道器

拟议的火星卫星探索计划
- 福布斯-土壤
- 福玻斯和得摩斯及火星环境探测
- 火卫一勘测者-一艘拟议的火卫一轨道器
- 福玻斯计划-1988年前苏联火星探索任务。
- 影印号-拟议的火卫一采样返回任务